# Terremoto de Ya'an de 2022
El miércoles 1 de junio de 2022, un terremoto de magnitud de momento 5,8 o de magnitud de onda superficial 6,1 sacudió el condado de Lushan en Ya'an, provincia de Sichuan, China. Al menos cuatro personas murieron y 42 resultaron heridas. El terremoto tuvo una intensidad máxima de VIII en la escala de intensidad sísmica de China, causando daños en muchas viviendas y provocando deslizamientos de rocas.

## Entorno tectónico
La convergencia activa de las placas entre las placas india y euroasiática a lo largo del empuje principal del Himalaya da como resultado una deformación intracontinental generalizada dentro de Asia central. A medida que la placa india choca con la placa euroasiática, parte de la placa euroasiática se levanta y se deforma, lo que da como resultado la formación de la meseta tibetana. La deformación interna se acomoda a lo largo de fallas de rumbo y, en menor medida, de cabalgamiento. Fallas principales, incluido el sistema de fallas de Xianshuihe, la falla de Kunlun, la falla de Altyn Tagh, y la Falla de Longmenshan, acomodan esta deformación. Los terremotos mortales de 2008 y 2013 ocurrieron debido a fallas de empuje a lo largo de la falla de Longmenshan. Entre las áreas de ruptura existe una brecha sísmica con el potencial de generar un terremoto destructivo en el futuro.

## Terremoto
El sismo ocurrió a las 17:00 hora local. Tuvo una magnitud de momento de 5,8 y ocurrió a una profundidad de 10 km (6,2 millas), según el Servicio Geológico de los Estados Unidos (USGS). El Centro de Redes de Terremotos de China (CENC) midió el terremoto con una magnitud de onda superficial (M s  ) de 6,1 a una profundidad de 17 km (11 mi). Un terremoto menor de magnitud 4.5 (mb 5.3  ) ocurrió tres minutos después. La Administración de Terremotos de Sichuan dijo que este evento fue una réplica del terremoto de magnitud 7.0que ocurrió en abril de 2013, en el que murieron casi 200 personas. Otro terremoto, con una magnitud de 4,9, ocurrió cerca en mayo, dañando 468 casas.
Ambos terremotos ocurrieron en la falla de Shuangshi-Dachuan. El epicentro, según expertos en terremotos de China, se ubicó a 2 km de la falla. La falla de Shuangshi-Dachuan es parte de la estructura más grande de la falla de Longmenshan , que forma el límite este del bloque de Bayan Har. Un análisis de mecanismo focal sugiere que el terremoto de 2022 ocurrió debido a fallas de empuje. Los expertos de la CENC dijeron que es poco probable que este terremoto sea un presagio de un evento mayor.

## Impacto

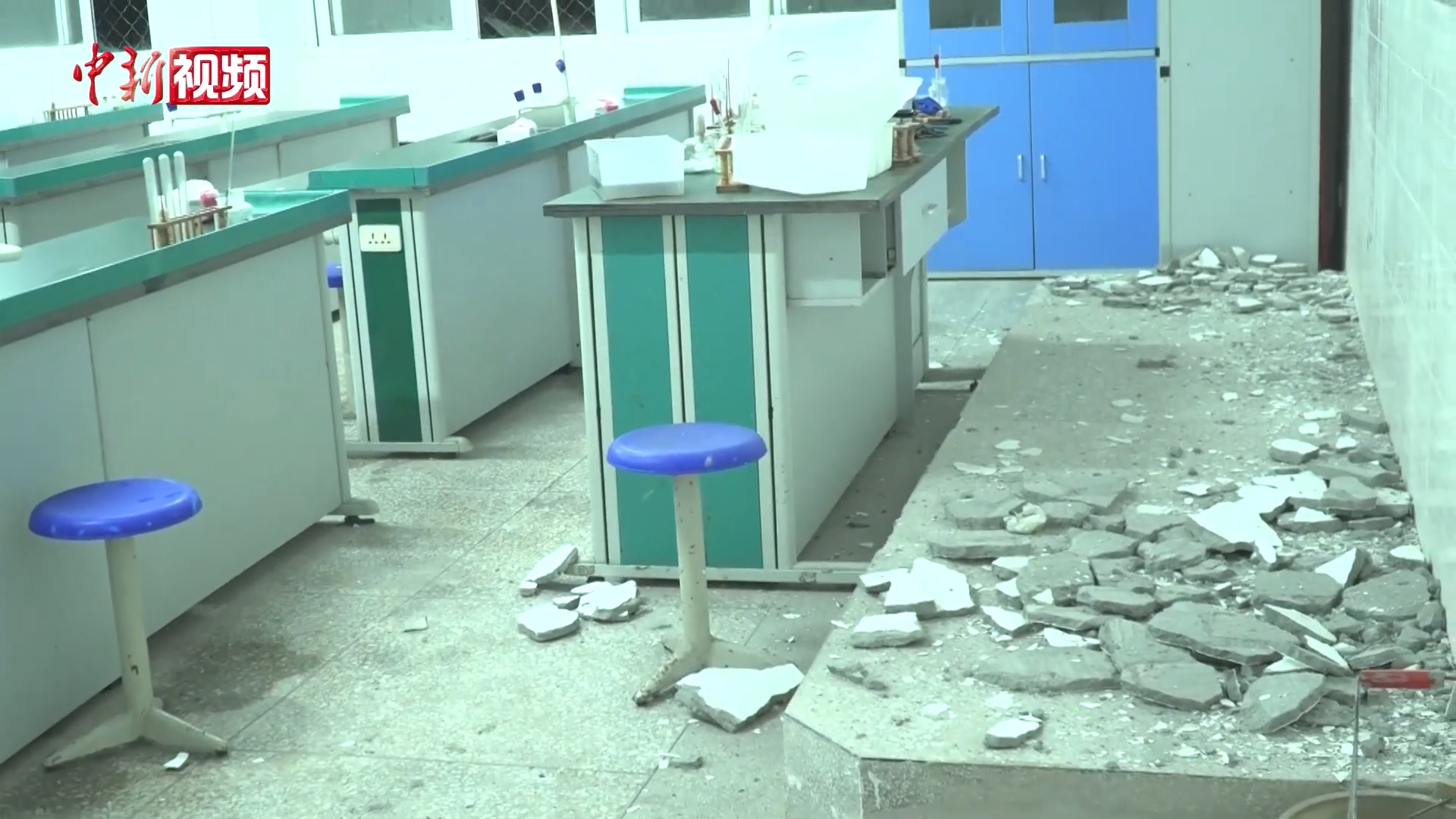
Daños en las paredes de la escuela secundaria Taiping en el condado de Lushan.

Una inspección preliminar del área afectada determinó que 135 viviendas en Ya'an y 4.374 en Lushan sufrieron daños. Algunos vehículos estacionados en el condado de Baoxing fueron aplastados por la caída de rocas. Algunos edificios cercanos y cinco centrales hidroeléctricas también sufrieron daños. En Taiping el daño fue mínimo; la mayoría de los edificios solo sufrieron paredes agrietadas o parcialmente derrumbadas. Muchas casas fueron reconstruidas según los códigos sísmicos después de los terremotos de 2008 y 2013. Las imágenes de video mostraron edificios dañados y escombros en las calles y grandes rocas que bloqueaban las carreteras en la zona montañosa. Al menos tres carreteras del condado y la Carretera Nacional 351 de China resultaron dañadas por los desprendimientos de rocas. Funcionarios en Sichuan dijeron que no había informes de edificios derrumbados. El terremoto interrumpió el suministro de electricidad a más de 49.000 hogares. Se realizaron reparaciones y se restableció el suministro eléctrico a por lo menos 18.000 viviendas.
Las cuatro muertes y 42 personas heridas fueron reportadas en el cercano condado de Baoxing. Algunos de los heridos fueron transportados a hospitales cercanos para recibir tratamiento. La Oficina del Comité del Partido Municipal de Ya'an dijo que las cuatro víctimas fueron golpeadas fatalmente por la caída de rocas.
El sismo se sintió con una intensidad de al menos VI en un área estimada de 3.887 km2. Se observó un liedu máximo de VIII en Taiping, Shuangshi, Lingguan y Muping. La intensidad cubrió un área de 76 km × 65 km (131 km2). La intensidad VII se sintió en un área de 979 km2. En Chengdu el terremoto se sintió VI.

## Respuesta de emergencia
Se dio al menos nueve segundos de advertencia anticipada a Ya'an, a 44 km del epicentro, y en Meishan, ubicada a 94 km del epicentro. También se emitieron advertencias en Chengdu y en la prefectura autónoma tibetana de Garzê. Aproximadamente 10 millones de residentes alrededor del epicentro del terremoto recibieron la alerta temprana. Como medida de precaución, se suspendieron los servicios ferroviarios en la estación de tren de Chengdu East y se reembolsó a los pasajeros afectados.
El gobierno chino ordenó una respuesta de emergencia de Nivel 3 en el sistema de respuesta de emergencia de cuatro niveles. Al menos 4.500 miembros del personal, incluidos personal médico y de emergencia, fueron enviados al área del epicentro. En Meishan se enviaron 15 camiones de bomberos y 60 efectivos. También se activaron los servicios locales de bomberos y rescate. El personal de la Sociedad de la Cruz Roja de China en Sichuan fue movilizado al área afectada para distribuir suministros de socorro. Funcionarios del Departamento Provincial de Vivienda y Desarrollo Urbano-Rural de Sichuan dijeron que se llevaría a cabo una investigación para evaluar los daños. El 2 de junio, se restablecieron los servicios eléctricos a más de 48,000 hogares, mientras que aproximadamente 3,339 aún estaban en espera de restauración.
Un total de 12.772 residentes fueron afectados y desplazados. Los residentes afectados en Lushan fueron reasentados en tiendas de campaña en una escuela cercana en Taiping. La escuela también sirvió como un centro de distribución de suministros. Los trabajadores de socorro y los aldeanos reasentados informaron que las paredes de la escuela tenían grietas y estaban rotas.